# Лінійне наближення

Дотична у точці

У математиці лінійним наближенням, або лінійною апроксимацією, називають наближення похідної функції за допомогою лінійної функції (точніше, афінної функції). Такі наближення широко використовуються в методі скінченних різниць для отримання методів першого порядку для розв'язування рівнянь або побудови їх наближених розв'язків.

## Означення
Розглянемо двічі неперервно-диференційовану функцію дійсного числа {\displaystyle f(x)} в околі точки {\displaystyle a}. За теоремою Тейлора, має місце рівність
{\displaystyle f(x)=f(a)+f'(x)(x-a)+R_{2},}
де {\displaystyle R_{2}(x)=o(|x-a|)} — залишковий член.
Якщо відкинути залишковий член {\displaystyle R_{2}(x)}, то отримаємо лінійне наближення {\displaystyle g(x)}:
{\displaystyle g(x)=f(a)+f'(a)(x-a).}
При такому наближенні {\displaystyle x} до {\displaystyle a}, крива починає нагадувати пряму лінію. Таким чином, функція {\displaystyle g(x)} є просто рівнянням дотичної до графіка функції {\displaystyle f(x)} у точці {\displaystyle (a,f(a))}. З цієї причини цей процес також називають апроксимацією функції її дотичною.
Лінійні наближення додатково покращуються, коли значення другої похідної {\displaystyle f''(x)} в точці {\displaystyle a} близьке до нуля, тобто в точці перегину або поблизу неї.
В околі точки {\displaystyle a} значення {\displaystyle g(x)} близькі до значень {\displaystyle f(x)}, тож її можна використовувати як заміну в наближених обчисленнях. Проте в загальному випадку похибка зростає при віддаленні від {\displaystyle a} і дорівнює {\displaystyle R_{2}}.
Якщо {\displaystyle f(x)} опукла на інтервалі {\displaystyle (x,a)}, то значення {\displaystyle g(x)} буде більше реального значення функції, оскільки похідна зменшується в цьому інтервалі. Якщо {\displaystyle f(x)} увігнута, то значення {\displaystyle g(x)} навпаки буде менше за реальне значення функції.
Лінійні наближення для вектор-функцій векторної змінної отримують так само, тільки похідну в точці замінюють на матрицю Якобі.Наприклад, неперервно-диференційовану функцію {\displaystyle f(x,y)} дійсних змінних {\displaystyle (x,y)} в точці близькій до {\displaystyle (a,b)} можна наблизити за формулою
{\displaystyle f(x,y)\approx f(a,b)+{\frac {\partial f}{\partial x}}(a,b)(x-a)+{\frac {\partial f}{\partial x}}(a,b)(y-b).}
Права частина цієї формули є дотичною площиною до графіку функції {\displaystyle z=f(x,y)} у точці {\displaystyle (a,b)}.
У загальному випадку для банахових просторів маємо
{\displaystyle f(x)\approx f(a)+Df(a)(x-a),}
де {\displaystyle Df(a)} — значення похідної Фреше від функції {\displaystyle f(x)} в точці {\displaystyle a}.

## Застосування

### Оптика
Гауссова оптика — це метод у геометричній оптиці, який описує поведінку світлових променів в оптичних системах за допомогою параксіального наближення, у межах якого розглядаються лише промені, що утворюють малі кути з оптичною віссю системи. У цьому наближенні тригонометричні функції можна апроксимувати лінійними функціями кутів. Оптика Гауса застосовується до систем, у яких усі оптичні поверхні є або плоскими, або частинами сфери. У цьому випадку можна записати прості явні формули для параметрів оптичної системи, таких як фокусна відстань, збільшення та яскравість, у термінах геометричних форм і матеріальних властивостей елементів оптичної системи.

### Період коливань
Період коливань простого маятника залежить від його довжини, місцевої сили тяжіння та, незначною мірою, від максимального кута відхилення маятника від вертикалі {\displaystyle \theta }, який називається амплітудою. Період  коливань не залежить від маси вантажу. Період {\displaystyle T} простого маятника — це час, необхідний для повного циклу коливання простого гравітаційного маятника, — можна записати у кількох різних формах, однією з яких є нескінченний ряд 
{\displaystyle T=2\pi {\sqrt {\frac {L}{g}}}\left(1+{\frac {1}{16}}\theta _{0}^{2}+{\frac {11}{3072}}\theta _{0}^{4}+\cdots \right),}
де {\displaystyle L} довжина маятника і {\displaystyle g} — локальне прискорення вільного падіння.
Проте, якщо амплітуда обмежена невеликими коливаннями, можна застосувати лінійне наближення
{\displaystyle T\approx 2\pi {\sqrt {\frac {L}{g}}},\quad \theta \ll 1.}
У лінійному наближенні період коливання є приблизно однаковим для коливань різного розміру, тобто період не залежить від амплітуди. Цю властивість називають ізохронізмом. Вона і є причиною того, що маятники настільки корисні для вимірювання часу: послідовні коливання маятника, навіть якщо амплітуда змінюється, займають однакову кількість часу.

### Електричний опір та електропровідність
Зазвичай електричний опір матеріалів залежить від температури. Якщо температура {\displaystyle T} не надто висока, нерідко застосовують лінійну апроксимацію
{\displaystyle \rho (T)=\rho _{0}[1+\alpha (T-T_{0}],}
де {\displaystyle \alpha } називають температурним коефіцієнтом опору, {\displaystyle T_{0}} — фіксована температура (зазвичай кімнатна температура), {\displaystyle \rho _{0}} — питомий опір при температурі {\displaystyle T_{0}}.
Параметр {\displaystyle \alpha } є емпіричним коефіцієнтом, підібраним на основі експериментальних даних. Оскільки лінійне наближення не дає точних результатів, значення {\displaystyle \alpha } відрізняється для різних фіксованих температур. З цієї причини зазвичай вказують температуру, при якій був визначений {\displaystyle \alpha }, додаючи індекс, наприклад {\displaystyle \alpha _{15}}. Це співвідношення справедливе лише для певного діапазону температур.